# Rensjösäterns jaktvilla

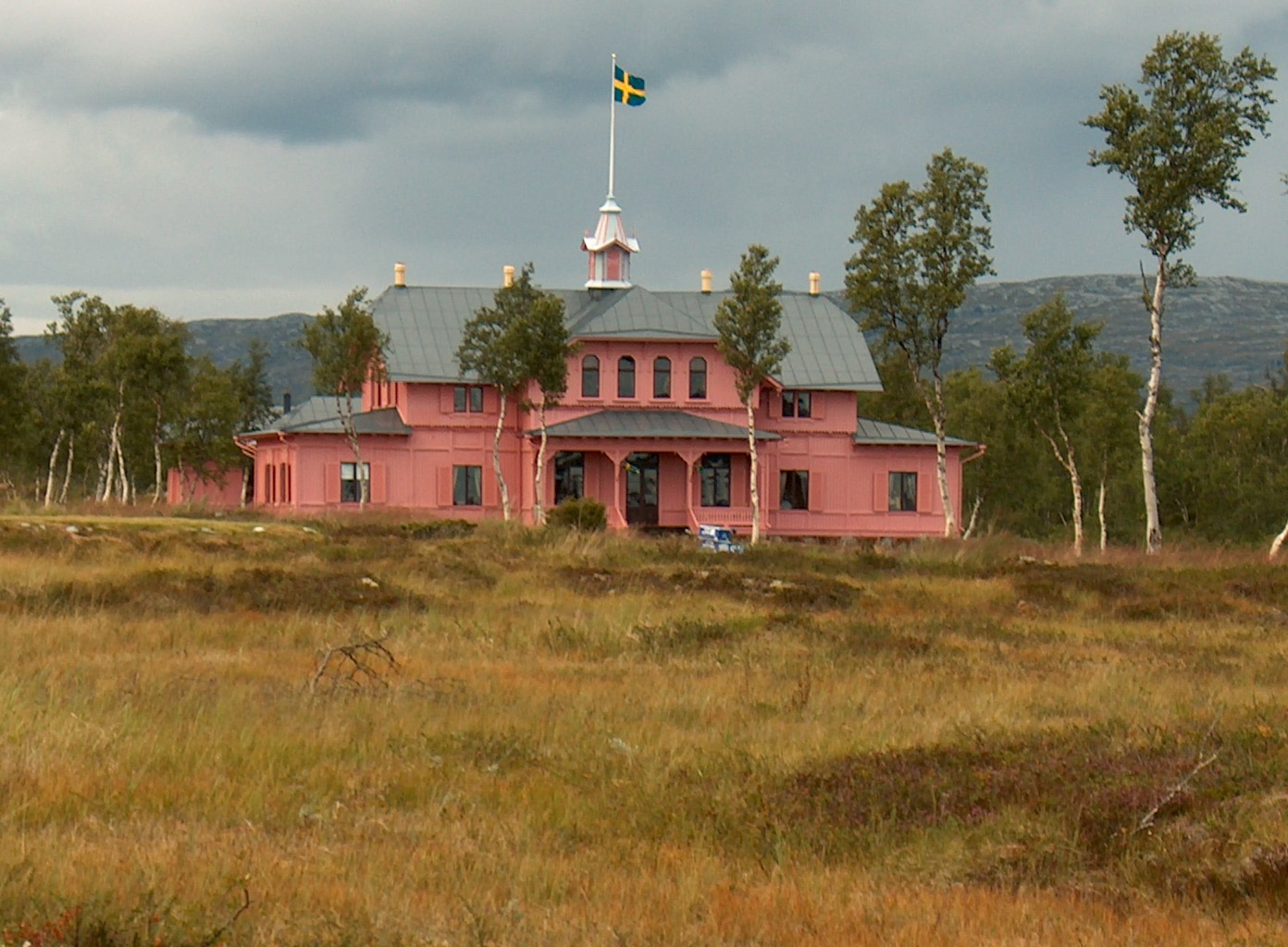
Rensjösäterns jaktvilla 2004.

Rensjösäterns jaktvilla, Gråssjölien 1:2, Åre socken, är en jaktvilla vid sjön Norder-Rensjön i västra Jämtlands fjällvärld.
Villan, som byggdes för friherre Oscar Dickson i Göteborg, stod klar 1890. Huset ritades redan 1884 av den i Göteborg aktive arkitekten Adrian C. Peterson och kan beskrivas som en liten herrgårdsanläggning.
Oscar Dickson tillbringade några veckor om året i sin jaktvilla för att jaga, fiska och leva ett världsvant sällskapsliv, som krävde en stor tillfälligt anställd personalstyrka. År 1928 såldes Rensjösätern till bröderna Nils och Mac Wikström. Jaktvillan är byggnadsminne sedan den 25 september 1991 och är fortfarande privatägd.

## Historik
År 1890 stod jaktvillan Rensjösätern klar, uppförd efter ritningar av Adrian Crispin Petersson på uppdrag av Oscar Dickson. Bebyggelsen på Rensjösätern är belägna norr om Storlien mitt ute på fjället i väglöst land. Rensjösätern blev ett omfattande byggnadsprojekt med förutom den stora jaktvillan, tre ekonomibyggnader, en mindre bod och en lång plankvägg eller palissad mot norr. Nere vid sjöstranden, knappt etthundra meter från villan ligger båthus och badhytt. 
Jaktvillans huvudfasad vänder sig mot sjön och ekonomibyggnaderna ligger på rad strax bakom huvudbyggnaden i avsikt att inte synas från sjön. Alla byggnader är målade i mild rosa färgton, som troligen är ursprunglig. Genom sin storlek, avvikande färg och rika formspråk dominerar anläggningen sin omgivning. Den är väl synlig på långt håll, såväl från sjön som från de omgivande fjällen. Byggnaderna ligger mellan Västerån, som rinner till jaktvillans västgavel och en ravin ned mot sjön. Därmed öppnas en utsikt mot vatten och fjäll.

## Beskrivning
Jaktvillan levererades monteringsfärdig från Dicksons eget sågverk Svartvik i Sundsvall och byggmästare var Gustaf Nordell från Sundsvall. Jaktvillans planlösning bygger på en modul med måtten 9x9 meter och är väl anpassad till villans funktioner. Den korta tid under året, som den kom till användning krävdes stora utrymmen, och många rum för övernattande gäster. Matsalen som ligger i mitten är en modul, sovrummen består av två halvmoduler, entrén och överhallen, som sammanbinds av husets enda trappa upptar tillsammans med halvmodul.
Huvudbyggnaden är 28 meter lång och 9,5 meter bred. I anslutning till huvudbyggnaden finns ett flertal ekonomibyggnader och personalbostäder. Rensjösätern är den mest speciella och storslagna av de jaktvillor, som byggdes i Jämtland i slutet av 1800-talet. Villan levererades i monteringsfärdiga delar från Svartviks sågverk utanför Sundsvall, som ägdes av Dickson. Delarna transporterades med tåg på Mittbanan till Fridhems hållplats och forslades sedan med häst i snöföre upp till byggplatsen.
På bottenplanet grupperar sig entré, gästrum och verandor kring den centralt belägna matsalen som idag står nästan orörd kvar sedan Dicksons tid med panelklädda väggar, dörrar i obehandlad furu och fönsterkarmar, spröjsar och takbjälkar målade i brunröd oljefärg. Övre planet inrymmer fyra gästrum genomgående med väggmaterial av obehandlad trä, släthyvlad, stående panel. I matsalen finns en större kakelugn och i varje sovrum en järnkamin.
Av ekonomibyggnaderna inrymde ena längan köksavdelning, vedförråd och hygienavdelning. Från köket gick en träbro över till isboden. Den andra ekonomilängan innehöll bostadsrum och den tredje längan innehöll häst- och hundstall samt avträden. Ekonomibyggnaderna liksom båthus och badhus är långsmala och envåniga, byggda av resvirke på stengrund med samma fasadbehandling och tak som huvudbyggnaden. Ett undantag är isboden, som har tälttak och kvadratisk grundform.